# Świętokrzyska Gala Kabaretowa
Świętokrzyska Gala Kabaretowa – impreza kabaretowa, odbywająca się w ostatni tydzień sierpnia w kieleckim amfiteatrze Kadzielnia. Biorą w niej udział wykonawcy z całej Polski. Organizatorem Świętokrzyskiej Gali oraz stałym prowadzącym jest Kabaret Skeczów Męczących. W latach 2013–2015 gala emitowana była w TVP2. Od 2016 imprezę transmituje telewizja Polsat w ramach festiwalu „Magiczne zakończenie wakacji”.  Pierwszego dnia tego festiwalu odbywa się Świętokrzyska Gala Kabaretowa.

## Edycje gali
Gala nigdy nie posiadała tematu przewodniego. Dotychczasowe edycje Świętokrzyskiej Gali to:
- 2013 – Świętokrzyska Gala Kabaretowa 2013[1]
  - prowadzenie: Kabaret Skeczów Męczących, Adam Małczyk i Adrianna Borek
- 2014 – Świętokrzyska Gala Kabaretowa 2014[2]
  - prowadzenie: Kabaret Skeczów Męczących, Adam Małczyk i Barbara Tomkowiak
- 2015 – Świętokrzyska Gala Kabaretowa 2015[3]
  - prowadzenie: Kabaret Skeczów Męczących i Barbara Kurdej-Szatan
- 2016 – Świętokrzyska Gala Kabaretowa 2016[4]
  - prowadzenie: Kabaret Skeczów Męczących i Paulina Sykut-Jeżyna.
- 2017 – Świętokrzyska Gala Kabaretowa 2017[5]
  - prowadzenie: Kabaret Skeczów Męczących, Monika Dryl
- 2018 – Świętokrzyska Gala Kabaretowa 2018[6]
  - prowadzenie: Kabaret Skeczów Męczących, Aleksandra Szwed
- 2019 - Świętokrzyska Gala Kabaretowa 2019[7]
  - prowadzenie: Kabaret Skeczów Męczących, Laura Breszka
- 2020 - Świętokrzyska Gala Kabaretowa 2020[8]
  - prowadzenie: Kabaret Skeczów Męczących, Laura Breszka